# Vojaški popravljalni trenažni center (Združeno kraljestvo)
Vojaški popravljalni trenažni center (angleško Military Corrective Training Centre; kratica MCTC) je edini vojaški zapor v Združenem kraljestvu.
Namenjen je za pripor in zapor vojaškega in civilnega osebja obeh spolov, ki so podložni Disciplinskim pravilom služb in so bili obsojeni do dveh let zapora. Zapor sprejme 316 zapornikov.

## Zgodovina
Zapor stoji na mestu taborišča vojnih ujetnikom št. 186, ki je deloval med drugo svetovno vojno.